# Ogólnoustrojowa radioterapia bólu nowotworowego
Ogólnoustrojowa radioterapia bólu nowotworowego – metoda leczenia paliatywnego pierwszego rzutu w zaawansowanej chorobie nowotworowej przebiegającej z przerzutami do kości i powodowanym przez nie miejscowym bólem, polegająca na dożylnym podaniu związków radioizotopów mających powinowactwo do tkanki kostnej.

## Zastosowanie
Wskazaniem do radioterapii są pojedyncze lub liczne przerzuty nowotworowe do kośćca potwierdzone w scyntygrafii z MDP-99mTc, wywołujące ból wymagający stałego podawania leków przeciwbólowych i ograniczający aktywność życiową pacjenta. Większość nowotworów złośliwych daje przerzuty do kości; zwykle nie daje się on opanować innymi rodzajami terapii.
Radioterapia jest też stosowana w leczeniu bólu neuropatycznego zlokalizowanego w miednicy (guzy okolicy przedkrzyżowej, naciekanie splotu lędźwiowo-krzyżowego przez nowotwór) i obręczy kończyny górnej (guz Pancoasta, przerzuty do węzłów chłonnych pachowych, szyjnych, nadobojczykowych).

## Opis metody
Radioterapia polega na dożylnym podaniu związków radionuklidów: 32P, 89Sr, 153Sm, 186Re. Mechanizm działania przeciwbólowego nie jest dobrze wyjaśniony: prawdopodobnie polega częściowo na wywołaniu śmierci komórek nowotworowych przez uszkodzenie DNA przez promieniowanie β i na uszkodzeniu limfocytów, co zmniejsza uwalnianie przez nie cytokin modulujących ból.
Kontrola odpowiedzi przeciwbólowej polega na subiektywnej ocenie bólu przez pacjenta, wyrażonej ilością i siłą przyjmowanych w trakcie terapii leków przeciwbólowych i przedstawianej w formie skali (skala Karnofsky’ego, inne skale oceny bólu i komfortu życia).

## Przeciwwskazania
Do przeciwwskazań bezwzględnych należy ciąża i okres karmienia piersią. Przeciwwskazaniami względnymi są: złamania patologiczne, ucisk na rdzeń kręgowy, trombocytopenia, leukopenia, niewydolność nerek.

## Działania niepożądane
Przez dwa lub trzy dni od iniekcji może występować przejściowe zwiększenie dolegliwości bólowych. Może mieć miejsce przejściowa supresja czynności szpiku kostnego, powodująca trombocytopenię i leukopenię.